# Mycocepurus
Mycocepurus – rodzaj mrówek z podrodziny Myrmicinae.
Takson amerykański, rozprzestrzeniony od Meksyku i Kuby po Paragwaj.

## Gatunki
Należy tu 6 opisanych gatunków:
- Mycocepurus castrator Rabeling & Bacci, 2010
- Mycocepurus curvispinosus MacKay 1998
- Mycocepurus goeldii (Forel, 1893)
- Mycocepurus obsoletus Emery, 1913
- Mycocepurus smithii (Forel, 1893)
- Mycocepurus tardus Weber, 1940